# Asystent iluzjonisty

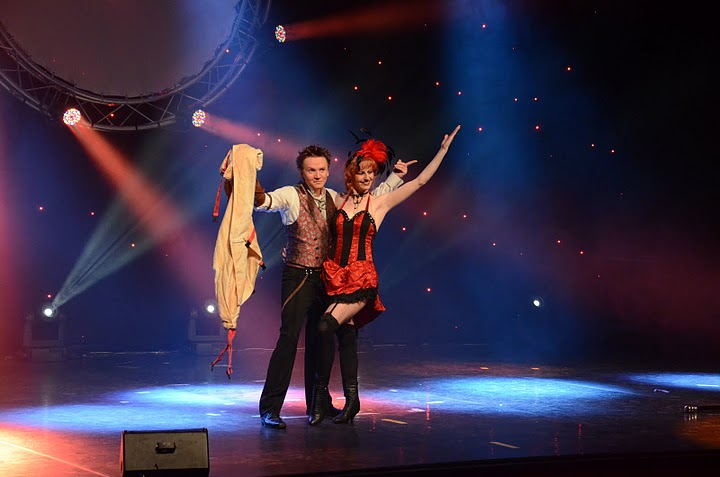
Iluzjonista wraz z asystentką

Asystent iluzjonisty – osoba czynnie biorąca udział w pokazie iluzjonistycznym. W większości przypadków jest osobą, bez której nie jest możliwe uzyskanie efektu iluzjonistycznego. Zadaniem asystentów jest umożliwienie iluzjoniście dokonania iluzji.
W wielu przypadkach asystenci bezpośrednio podlegają efektowi iluzji (np. są przecinani lub lewitują).
Oprócz asystentów występujących razem z iluzjonistą na scenie są także ci, którzy znajdują się poza nią i są odpowiedzialni za obsługę specjalnych urządeń niezbędnych do wykonania triku (np. maszyna do lewitacji używana w triku lot Davida Copperfielda).
Ostatnia grupa asystentów, to ci, którzy występują w pokazie jako widownia, jednak dokładnie znają sposób wykonania iluzji. Mogą oni sprawiać wrażenie osób biernie biorących udział w pokazie, ale zarazem informować iluzjonistę (np. przez pokazywanie palców itp.) o tym, np. jaką kartę wybrał widz.